# Cymothoa recifea
Cymothoa recifea es una especie de crustáceo isópodo marino del género Cymothoa, familia Cymothoidae. Fue descrita científicamente por Thatcher & Fonseca en 2005.

## Distribución
Esta especie se encuentra en Brasil y el Atlántico tropical.